# Мтеж (Псковская область)
Мтеж — деревня в Псковском районе Псковской области. Входит в состав Серёдкинской волости. 
Расположена на полуострове Мтеж, отделяющим Тёплое и Псковское озёра, в 94 км к северо-западу от Пскова и в 41 км к западу от села Серёдка. Севернее находится деревня Курокша, а южнее деревни Мтеж находится остров Старый Мтеж — прежнее месторасположение населённого пункта до подъёма уровня водной поверхности озера несколько веков назад.
Численность населения деревни Мтеж по состоянию на 2000 год составляла 28 человек.
До 28 февраля 2005 года деревня входила в состав ныне упразднённой Теребищенской волости.

## Топографические карты
- Лист карты O-35-XVI Пылва. Масштаб: 1 : 200 000. Издание 1980 г.